# 絶対に笑ってはいけない高校
『絶対に笑ってはいけない高校』（ぜったいにわらってはいけないハイスクール）は、2005年10月4日（火曜日）21:00 - 23:24に日本テレビのバラエティ番組『ダウンタウンのガキの使いやあらへんで!!』の特別番組として放送された企画である。同年9月7日に収録が行われた。視聴率は15.2%を記録した（ビデオリサーチ調べ、関東地区・世帯・リアルタイム）。また、同年10月9日のレギュラー放送では未公開シーンも放送された。

## 概要
「笑ってはいけないシリーズ」の通算3作目で、2005年6月26日に放送された「ビリビリコンセント・ロシアンルーレット対決」で敗れた松本人志・山崎邦正・遠藤章造・田中直樹の4人が罰ゲームに参加。
対決に勝った浜田雅功は、罰ゲームの指揮者として出演。
この回からは「学校」や「職業」がテーマとなり、メンバー全員は「新入生」や「新人」の設定で行われ、ロケ先も廃校を中心に行われる。
以後の「笑ってはいけないシリーズ」でお馴染みとなる、衣装トラップ、引き出しトラップ、ジミー大西のVTRネタ等はこの回が初出である。
| 高校の参加メンバー （セリフテロップの色） | お仕置きを受けた回数                     |
| ----------------------------------------- | ---------------------------------------- |
| 松本（赤■）                               | 162回（ビンタ、キス、こちょばし地獄1回） |
| 山崎（緑■）                               | 103回（ビンタ1回）                       |
| 遠藤（橙■）                               | 103回（キス、ビンタ、ケツキック1回）     |
| 田中（紫■）                               | 95回（ビンタ、キス、タイキック1回）      |
| 藤原（青■）                               | -                                        |

- 数字は罰を受けた回数、このうち一番多い人物を赤字、少ない人物を青字で示す。

- DVDは2006年11月29日に第8巻として発売。Blu-rayは2015年5月13日に第5巻として内容を一纏めにし、画質がアップコンバートされて収録。
- 遠藤は就寝時間直後にOUTになった際、浜田から竹刀で叩かれた挙句尻を蹴られている。これで心が折れた遠藤は、その後朝まで目覚めることはなかった。

### 舞台
「私立くちびる西高校」として、栃木県那須塩原市（旧：塩原町）にある、旧塩原町立上塩原小学校でロケが行われた。校名に「くちびる」を冠しているのは浜田を讃える意味である。
その他
栃木県那須塩原市関谷：「もみじ谷大吊り橋」

### ルール
この回から舞台に合った衣装に着替えて過ごすという設定が導入された。4人が詰襟の制服（山崎だけ貧乏な設定で「上着の袖とズボンの丈が短い」「汚れた上履き」、松本は腰回りギリギリな短めのベルトが用意された）に着替え、校門を跨いだ所から罰ゲームスタート。後に導入された着替え用の個室(試着室のようなカーテン付き部屋)が無いため、校門付近に停車したバス内で着替えている。
笑った時の罰は、その場で他校の不良生徒(青色の学ラン、リーゼントのカツラを着用)により外でのロケ以外では四つん這いにされ竹刀でお尻をシバかれる。激痛（山崎曰く「この前（温泉宿一泊二日の旅in湯河原）のムチ（競走馬用）より全然痛い」）のため、シバかれたメンバーは思わずのた打ち回る事になってしまう。判定方法は、笑ってしまうと「ききシリーズ」での不正解BGMが流れ、藤原寛の声による「○○ OUT」（全員の場合は全員の名前を入れる）と放送され罰が執行される。
本作のお仕置き隊はマスク(黒色・白色)をしているが、後年のシリーズと異なり完全な覆面ではなく、また本篇終了時の出演者一覧にも表示されている。

### 罰ゲームの流れ
- 09:00 - 登校（罰ゲームスタート）
- 09:30 - 朝礼
- 10:30 - 1時間目：国語
- 11:30 - 2時間目：英語
- 12:30 - 3時間目：体育
- 13:30 - 昼休み・昼食
- 14:30 - 4時間目：理科
- 15:30 - 5時間目：社会科見学
- 17:30 - 社会科見学から帰校、休み時間
- 18:00 - 6時間目：音楽
- 18:30 - ホームルーム、浜田が現場に到着・モノマネ授業・サイレント図書館
- 22:00 - 入浴、部活動見学、夕食
- 23:30 - 就寝
- 00:30 - 「トイレの花子さん」登場
- 07:00 - 起床、朝食
- 08:00 - 卒業証書授与式
- 09:00 - 下校

## 出演者
罰ゲーム参加者
- 松本人志（ダウンタウン）
- 山崎邦正
- ココリコ（遠藤章造・田中直樹）

罰ゲーム指揮者
- 浜田雅功（ダウンタウン）

引率
- 藤原寛
  - （9:00～翌日8:00）国語教師・3年B組担任のフジクミ先生（『ごくせん』のヤンクミ先生のパロディ[2]）
  - （翌日8:00～終了）3年B組担任のラムちゃん（アニメ『うる星やつら』のヒロイン）

部活動の部員
- ムッシュかまやつ - アメフト部員
- 温水洋一 - 野球部のエース
- 菅賢治 - かつて優秀な成績を残して卒業したアマレス部員
- NinKi Kids（ど～も光一☆・ど～も剛☆）- KinKi Kidsのものまね[3]
- つんつく - つんく♂のものまね
- 田島雄一（当時ダウンタウンマネージャー） - ラッパー

その他くちびる西高校の生徒
- おばちゃん3号（三城晃子） - くちびる西高校のマドンナ
- 劇団ひとり - 遅刻した生徒
- 渡辺くん（アイス・ノリス） - 朝礼中に貧血で倒れたB組の外国人生徒（国語の授業では「渡辺三郎」として登場）
- 河本準一（次長課長） - 恋の悩みを持つ2年C組の生徒「じゅんちゃん」（17歳）クラスメイトのカオリ（左）、アッコ（右）も登場（「河本七変化」より）
- 川原ひろし  (なんでんかんでんフーズ社長)  - 国語小テスト中に遅刻してきたB組の生徒
- 庄司智春（品川庄司） - 卒業式で在校生代表送辞を行う生徒
- その他、吉本興業所属の新人芸人多数

くちびる西高校の教師
- 生徒指導の先生（加藤陽貴） - 理不尽なシバき方をする教師
- 校長先生（町田幸夫） - 挨拶中「くちびる」を連呼する教師
- ちょんまげ先生（栗山永吾） - 新任教師（日光江戸村高校より赴任）
- 巨大アフロ先生（酒井淳一） - 新任教師（沖縄県立具志堅高校より赴任）
- お豆先生(ヘイポー) - 新任教師（都立ストリップ小屋学園より赴任）
- 村上ショージ - 英語教師
- ジョージ（ホワイト・マット） - 教育実習生の外国人英語教師
- HG（レイザーラモン） - ハードゲイ体育教師
- レイザーラモンNP（中村喜伸） - 体育の授業中に登場、NPとは「Nakamura Producer」の略
- 星田英利[4] - 理科教師
- ホリ - 音楽教師（金八先生風[5]）
- 先生（浅野淳一、原田務、三上邦彦）

くちびる西高校のその他関係者
- 笑福亭鶴光 - 昼休みの校内放送MC

教材に登場する出演者
- 菅賢治 - 国語の教科書に掲載された俳人
- ジミー大西 - 英語教材ビデオに登場する「英語のお兄さん」
- ヘイポー - 理科教材ビデオに登場するヘイポー分裂を行う微生物「ヘイポー」

その他
- お仕置き隊（飯田照夫、大久保潤、駒崎元規、佐藤進、高橋周平、長尾宣紹、早川億、松尾勝俊）
- 中村喜伸 - 『西部警察』の鳩村刑事
- 菅賢治 - 『西部警察』の大門刑事
- ゆうたろう - 『西部警察』の小暮警視
- 板尾創路（130R） - 他校生徒
- 板尾の嫁 - 夕食・卒業式・下校時にダンスを披露[6]
- おばちゃん警官 （浅見千代子・三城晃子）- 社会科見学・夕食時に登場
- 森進一らしき人（中谷健）- 社会科見学移動中にエンストで困っているが、おばちゃん警官に駐禁を切られる
- 民家のおばちゃん（宮崎不二子）
- 阿藤快 - トイレで遠藤の隣に立つ人
- 今夜が山田 - 就寝中に連呼する男
- 山田花子 - トイレの花子さん

## 主な出来事
登校 〜 移動中
- 最初に笑ったのは、マドンナ女子高生（おばちゃん3号）を見て思わず吹き出した藤原に釣られた山﨑。
- 校舎前にアメフト部員のかまやつと、肩を痛めた野球部員の温水が登場。
- 靴入れを開けると山﨑の上履きだけ汚い。松本の上履きの裏にガムが付いている。
- 遅刻した3人の生徒が怒られているが、その内の1人である劇団ひとりにだけは容赦ない制裁が加えられる（一部は未公開シーン）。

3年B組教室内
- 以降の「笑ってはいけないシリーズ」で恒例となる「引き出しトラップ」が始まったのはこの回からである。
  - 山崎の机からカッチカチのコッペパンが出てくる。
  - 朝礼終了後、そのパンが大量に増えている。
  - 体育終了後、山崎の机に金髪のヅラが置いてある。

朝礼
- 校長先生の挨拶で「くちびる」が連呼される。
- 新任教師の紹介、新任教師代表挨拶（代表：お豆先生、挨拶中にマイクがハウリングする）。
- くちびる西高校の校歌斉唱。

1時間目 国語
- 出欠確認で山崎だけ呼ばれない。その際、偶然笑ったのかOUTの時は山崎も呼ばれた。
- 国語の教科書に菅の俳句作品が掲載されており全員で復唱。
- 「あたかも読書」即興で文学『3匹の松阪牛』を作る（未公開シーン）。
- 小テスト実施中になんでんかんでんが遅刻して来る。グラウンド奥の山から鳩村刑事が登場する。

2時間目 英語
- 村上ショージが外国人教師のジョージと共に登場し、なぜか村上は頻繁に眼鏡を交換する。
- 村上が急用で退出、ジミーの英語教材ビデオが流される（これ以降の「笑ってはいけないシリーズ」で、ジミーのVTR出演が恒例となる）。

3時間目 体育
- 遠藤の体操服だけ胸に「千秋 Love❤」と書いてある。
- 体育教師としてレイザーラモンHGとNP（中村プロデューサー）が登場。
- 何故か生徒の中でなんでんかんでんだけが参加。

昼休み
- 弁当は山崎が可愛い弁当、遠藤は豆だらけ弁当、田中は超豪華弁当、松本は鮭と白飯だけの弁当。
- 校内放送として「鶴光のお悩み問答」が行われ、じゅんちゃんが悩み相談する（未公開シーン）。
- 板尾が3年B組教室前廊下までバイクで乗り入れてきて、何故かなんでんかんでんと睨み合いから胸倉の掴み合いになる。

4時間目 理科
- ほっしゃん。が登場し、呼吸を教えるために、うどんを鼻から吸い込む芸を披露する。
- ほっしゃん。に電話が入り退出、ヘイポーの食物連鎖ビデオが流される（未公開シーン）。

5時間目 社会科見学
- 那須塩原市の観光名所（もみじ谷大吊橋等）や伝統工芸を見学。
- あらゆるところで移動用バスが駐禁を切られ、おばちゃん警官のキスを受ける[7]。
- 途中で森進一のそっくりさんが車の故障で立ち往生しており、吊橋から伝統工芸に移動する途中、おばちゃん警官に駐禁を切られている。

6時間目 音楽
- ホリ（金八先生）が登場しネタを披露する。
- 他校の生徒が音楽室に乱入し、それをフジクミ（藤原）が静止する（『ごくせん』のネタを披露）。

浜田登場 ～ 夕食
- スーパーボールをキャッチするゲームを行うが、浜田の天然ぶりが発揮される。
- 上記のゲームは全員失敗し、罰として浜田の強烈ビンタを受ける[8]。
- 再度ホリが登場し、音楽の宿題として「ビートたけしが絶対に言わないこと」を考えてもらう。
- 浜田が4人を図書室に誘い、「サイレント図書館」が行われる（未公開シーン）。
  - 浜田が4枚のカード用意してくちびるを引いた人が罰を受ける。1回目⇒田中がタイキック　2回目⇒松本がこちょばし地獄
- クラブ活動見学として、ものまねライブが披露される（未公開シーン）。
- 夕食は炊き出しだがカレーをよそうのは石原軍団、しかし事件発生のため石原軍団は出動する。
- 夕食中に板尾の嫁が登場し、奇妙なダンスを披露する（一部は未公開シーン）。

就寝中
- 就寝中に「今夜が山田」「千秋、愛してるぞー!」という声が聞こえる。ここで浜田も他校生徒に扮して登場し、竹刀でケツをしばいた上に足蹴りするという理不尽な仕置きをする。
- 収録の次の日（9月8日）が明けた時は松本は42歳の誕生日を迎えていた（一部は未公開シーン）。
- ようやく熟睡できたと思いきや、24:30頃に起こされ、4人が1人ずつトイレに行って「トイレの花子さん」に会いに行くが、花子は本番前に「フランス産のワイン」等を大量に飲まされ泥酔状態である。

起床 ～ 卒業式
- 卒業式前に藤原はなぜかラムちゃんの格好をしている。
- 在校生答辞として庄司がパンツ一丁で登場、「平成のパピプペポ」を披露する。
- 校歌斉唱のはずが板尾の嫁が登場してダンスを披露する。
- 卒業式終了後の下校中にも板尾の嫁が登場、嫁のダンスで笑った後に浜田が他校生徒に扮し登場。4人のケツをしばき、校門を出てからも200メートルも4人を追い回した（一部は未公開シーン）。

## スタッフ
- 企画構成：松本人志、浜田雅功
- ナレーター：真地勇志
- 構成：高須光聖、塩野智章/安達元一、鈴木雅貴、竜泉、久保貴義、松林健、八代丈寛
- イラスト：安居院一展
- 技術：日テレビデオ
- TD/SW：林洋介
- CAM：海野亮
- VE：正井祥二郎
- MIX：木村宏志
- 照明：山内圭（KYORITZ）
- 設備：長嶋好男（バンセイ）
- モニター：杉山知浩（ジャパンテレビ）
- クレーン：三上孝（ロケット）
- 美術：林健一・近藤純子（日テレアート）
- 大道具：入江豊
- 小道具：小川洋一
- 持道具：三野尚子
- 衣裳：山田和宏
- 編集：川崎孝之（TDKビデオセンター）
- MA：日吉寛（TDKビデオセンター）
- 音効：梅田堅（佳夢音）
- TK：前田淳子
- スタイリスト：高堂のりこ、北田あつ子
- メイク：牧瀬典子、大久保恵美子
- 協力：吉本興業
- 撮影協力：那須塩原市教育委員会、那須塩原市役所塩原支所観光課、ジェイアールバス関東株式会社
- 制作協力：Fact、オフィスぼくら
- AP：渡辺修一郎、岡村恭子
- ディレクター：田中竜登、高橋敬治、宮川純一、斎藤政憲、堤本幸男、大沼朗裕、小紫弘三
- プロデューサー：中村喜伸、小林宏充
- 監修：柳岡秀一
- 総合演出：斉藤敏豪
- プロデューサー・演出：大友有一
- チーフプロデューサー：菅賢治
- 製作著作：日本テレビ